# Обвалювання стінок свердловини
Осипання та обвалювання стінок свердловини — основні ускладнення при бурінні, яке виникає при бурінні нафтових і газових свердловин, особливо на площах Дніпровсько-Донецької западини, є обвалювання та осипання стінок свердловини.

## Загальний опис
Обсипанням називають таке ускладнення, при якому значна кількість частинок породи систематично відділяється від стінок свердловини, падає в її ствол, підхоплюється потоком промивальної рідини і виноситься на денну поверхню.
Обвалюванням називають таке ускладнення, при якому значна маса породи раптово випадає в свердловину, перекриває кільцевий простір або весь переріз ствола і висхідний потік не в змозі швидко видалити цю породу на поверхню.
Основною причиною цього ускладнення є тектонічні порушення, які спостерігаються у вигляді тріщин при розбурюванні потужних відкладів алевролітів, аргілітів, глинистих сланців тощо. Тріщини є ідеальним каналом для проникнення фільтрату бурового розчину на значну віддаль. Проникаючи у стінки свердловини, фільтрат ще більш зменшує вже до цього ослаблені сили зчеплення у гірській породі і викликає обвалювання та осипання стінок свердловини.
Причинами цього ускладнення також можуть бути:
- великі кути падіння порід;
- великий рН;
- ерозія стінок свердловини (розмив устя);
- вібрація бурильної колони;
- велика швидкість спуску бурильної колони, особливо в зоні обвалювання. Створюється гідравлічний удар на стінки. — низька кваліфікація бурової бригади;
- погане забезпечення бурової бригади необхідними матеріалами;
- великий термін буріння горизонтів, де спостерігаються обвали.

## Ознаки осипів і обвалів
- Прямі: збільшується кількість породи на віброситі; розмір шламу більший ніж при нормальному процесі буріння.
- Побічні: збільшується механічна швидкість буріння; з'являються затяжки інструменту.

Зберегти стійкість стінок свердловини при розбурюванні тектонічно порушених порід дуже складно. Простих однозначних розв'язань цієї проблеми на сьогоднішній час немає.
Хімічні реагенти застосовують для приготування і обробки бурових промивних рідин з метою отримання проектних параметрів (густина, в'язкість, фільтрація тощо).
Хімічна обробка — основний спосіб регулювання параметрів промивної рідини в процесі буріння. Оскільки хімічні реагенти дорогі, то їх слід використовувати розумно і ефективно. Окрім цього, деякі хімічні реагенти небезпечні для обслуговчого персоналу.
За останні роки значно збільшився асортимент хімічних реагентів. Достатньо сказати, що сьогодні відомо понад 100 найменувань хімреагентів, які застосовують для обробки бурових промивних рідин.

## Заходи з запобігання обвалювань та осипань
При бурінні інтервалів, схильних до обвалювань та осипань стінок свердловини необхідно дотримуватись таких рекомендацій:
- На стадії проектування свердловин необхідно вибрати буровий розчин з підвищеними інгібуючими або адгезійними властивостями (гіпсокалієвий, алюмокалієвий, полімеркалієвий, малосилікатний тощо);
- У процесі буріння свердловини зменшити фільтрацію бурового розчину до мінімальних значень (3—5 см3/30 хв).
- Збільшити густину бурового розчину під час буріння ускладнених зон до максимальних значень, які передбачені ЄТП . Для збільшення густини бурового розчину понад норми, зазначені в ЄТП, потрібно отримати дозвіл або рішення технічної ради підприємства.
- У практиці буріння свердловин часто збільшують реологічні параметри розчину, обґрунтовуючи прийняте рішення закупорюванням тріщин у зоні обвалювання стінок свердловини. Наприклад, з цією метою у Хрестищенському ВБР підвищують умовну в'язкість до 120—150 с, а СНЗ — до 90—130 дПа.
- Не допускати вібрації бурильної колони, під дією якої можуть руйнуватися стінки свердловини. Для усунення вібрації спочатку треба зменшити швидкість обертання колони або навантаження на долото. Якщо зміна параметрів не дає ефекту, то необхідно встановити амортизатор над долотом.
- З метою запобігання ерозії стінок свердловини зменшити швидкість висхідного потоку бурового розчину.
- Обмежити швидкість спуску і підйому бурильної колони, особливо у зонах ускладнень, що дасть змогу звести до мінімуму гідравлічні удари на стінки свердловини.
- Не допускати різкої зміни траєкторії осі свердловини. На стадії проектування не планувати похило-скерованих або горизонтальних свердловин.
- Зменшити або не допускати організаційних простоїв, збільшити механічну швидкість буріння для якомога швидшого проходження ускладненого інтервалу та перекриття його обсадною колоною.

## Способи боротьби з обвалюваннями та осипаннями
На сьогодні відсутній універсальний ефективний спосіб боротьби з обвалюваннями та осипаннями стінок свердловини. Напевно це пов'язано зі складністю проблеми, відсутністю ґрунтовних наукових досліджень, впливом багатьох факторів та відсутністю єдиної думки щодо механізму виникнення обвалювання та осипання стінок свердловини. Тільки за останні роки з'явилися публікації, в яких рекомендується застосовувати рідинні ванни з підвищеними адгезійними та інгібуючими властивостями. Перед підйомом бурильної колони або під час ремонтних робіт у бурильні труби закачують розрахунковий об'єм рідинної ванни і за допомогою бурового розчину протискують її у зону порушення порід і втримують протягом 5—24 годин. У результаті взаємодії клеючої рідини та інгібітора зі стінками свердловини зменшується інтенсивність обвалювання.

### Ліквідація обвалів
Обвали ліквідуються шляхом проробки ствола свердловини. Проробкою шлам в свердловині роздроблюється і підіймається на поверхню. Шлам не зразу підіймається на поверхню. Він може переміщатися із однієї каверни в іншу, утримуватися на плаву в буровому розчині. Проробкою змінюється режим промивки ствола. З місця зрушуються нові порції шламу із інших каверн. Цей процес називають «здиранням кірки». Фактично, це не здирання кірки, а вимивання шламу із каверн. Цей шлам має вигляд кусків породи, які змішані із загустівши буровим розчином. Густина цієї маси на 100—200 кг/м3 важча за густину бурового розчину. Особливо багато такого шламу накопичується у випадку переходу на буріння долотами меншого діаметра.
Під час проробки потрібно періодично при піднімати долото на довжину квадрата, або взагалі при піднімати долото із зони завалу, щоб шлам висадився із бурового розчину і його можна було знову подрібнити долотом. Для поліпшення виносу шламу збільшують в'язкість бурового розчину. Нарощування виконують тоді, коли впевняться, що під час нарощування шлам не осяде і не прихопить бурильні труби, тобто коли бурильний інструмент вільно переміщається при вимкненій циркуляції.

### Утворення жолобів
Жолоби утворюються в місцях зміни кривизни (зенітного кута та азимута) свердловини. Жолоба утворюються в результаті тривалих спуско-підіймальних операцій, тривалого буріння свердловини роторним способом. Жолобом рахується місце, де менша вісь ствола має діаметр менший ніж 1,3 від діаметра замка.
Для зменшення жолобних виробок необхідно застосовувати буріння вибійними двигунами, використовувати високоефективні долота, щоб зменшити кількість спуско-підіймальних операцій.
Найбільш небезпечні жолоба в місцях переходу із твердої породи в м'яку і навпаки. Діаметр жолоба рівний діаметру замка бурильної труби. Заклинки в жолобах найчастіше стаються в разі протягування через жолоб елементу бурильної колони більшого діаметра. Найбільш небезпечно, коли діаметр цього елементу більший діаметра замка в 1,01-1,35 рази.
Для попередження прихоплень у жолобах необхідно уникати зміни конфігурації компоновок бурильного інструменту. При підніманні не допускати затяжок і розклинок. В компоновку включають (над ОБТ) вивідні центратори та ударні механізми (яси) для вибивання заклиненого інструменту.
Жолоба ліквідують проробкою і їх розширкою роширювачами, які встановлені вище долота на 300—400 м, роботою ексцентричних розширювачів, підривом шнурових торпед. В цьому випадку є небезпека втрати ствола.
В інтервалах жолобів піднімають бурильні труби із провертанням їх.

### Буріння в солях
Від решти відкладів, які зустрічаються в свердловинах, солі відрізняються тим, що вони легко розчиняються в прісній воді і набувають пластичності під дією температури і тиску. Тобто, солі починаючи з глибини 1500 м, а особливо з 3000 м пливуть. Для попередження розмивання солей, їх розбурюють на насиченому сіллю буровому розчині. Особливо небезпечні засолонені глини. Вони мають властивість текти так само, які і солі, але мало розчиняються. Тому вони швидше можуть прихопити бурильні труби ніж солі.
Під час розбурювання солей розчин засолоняється, розчинність солі знижується. Для попередження звуження ствола приходиться збільшувати густину бурового розчину.
При розбурюванні солей на буровому розчині меншої густини викликає необхідність розширення свердловини при кожному рейсі і прихоплення бурильного інструменту.
В солях можливе зминання обсадних колон. Тому обсадні колони повинні розраховуватися з врахуванням їх текучості.
Певні особливості має буріння, де розкриваються пласти калійно-магнієвих солей — бішофіту. Ці пласти складаються із глин, карналіту, який має формулу KCl.MgCl26H2O, та власне бішофіту — MgCl26H2O. Розчинність цих солей значно вища, ніж кухонної солі. Якщо в 1 л води може містити 350—400 г солі, то бішофіт 800—900 г. Бішофіт активно всмоктує воду із повітря і перетворюється в розчин.
Під час розкриття солей бішофіту можливе прихоплення бурильного інструменту. В подальшому пласт бішофіту розчиняється і утворює велику каверну. По мірі засолонення, розчинність бішофіту знижується, а сам бішофіт заміщається на менш розчинні породи (карналіт, глини), що веде до звуження ствола. Звуження тим більше, чим довше пласт розкритий.
При наявності пласту бішофіту, його періодично шаблонують, тобто підіймають долото вище пласта для перевірки наявності звуження та проробки місця звуження. Обсадну колону розраховують на повний гірський тиск. Інтервал бішофіту потрібно надійно зацементувати. В інтервалі бішофіту повинна створитися герметичний простір, щоб на колону передавався гірський тиск через зруйнований цемент або буровий розчин. Обсадні труби не повинні контактувати з пластом. Пласт тече нерівномірно, що призводить до згинання. Як що порожнина не буде герметичною, пласт буде контактувати з колоною і зігне її.